# Pulo Pante
Pulo Pante is een bestuurslaag in het regentschap Pidie van de provincie Atjeh, Indonesië. Pulo Pante telt 315 inwoners (volkstelling 2010).